# René Olivares
René Olivares (Santiago de Chile, 24 de diciembre de 1946) es un pintor y diseñador chileno conocido por ilustrar la mayoría de álbumes de la banda chilena Los Jaivas desde La ventana.

## Biografía

### Primeros años
Hijo de René Olivares Becerra, director de la revista Topaze y de Laura Espínola, René Olivares creció en Santiago. No le gustaba la escuela y agradaba dibujar al trabajo de su padre (la editorial Lord Cochrane, Zig-Zag y Quimantú. «Crecí viendo revistas y los libros de pintura de mi mamá, en los que descubrí la vida de los artistas malditos en París y soñé con imitarlos algún día». Cuando tenía 12 años mostró sus dibujos a la escritora Marcela Paz, que era directora de la revista Pandilla. Le dio un trabajo : ilustrar las anécdotas que todas las semanas enviaban los niños.[cita requerida]
Se retiró del colegio. Cuando tenía 19 años, en 1965, se casó y se fue con su mujer a Europa durante cinco años. Vivieron en París, Roma, Madrid y volvieron a Chile en 1972.

### Los Jaivas
En 1972 René Olivares encontró a Gato Alquinta, el guitarrista y vocalista de la banda Los Jaivas en  Providencia. Le gustó la pintura del indio con un sol en las manos emergiendo detrás de las montañas para la carátula del disco de su canción Indio hermano, pero la publicación del álbum fue cancelada debido al Golpe de Estado del 11 de septiembre de 1973.[cita requerida]
Los cinco miembros de la banda, junto a Olivares, decidieron trasladarse a vivir en comunidad en Argentina. Así, epintor se convirtió en un integrante más del grupo, el sexto Jaiva.[cita requerida]
En 1977, la comunidad de Los Jaivas compuesta por más de 20 personas partió en barco a Europa. Todos se instalaron en Biarritz, Francia después en las afueras de París. Los Jaivas comenzaron a hacer giras: Inglaterra, España, Alemania, Italia. En 1982 el grupo regresó a Chile pero el pintor, enamorado de una francesa decidió quedarse en Francia. «Estoy feliz de haber cumplido el sueño de ser pintor en París, que incubé de niño leyendo los libros de pintura de mi madre».

Logo de Los Jaivas

René Olivares ilustró por primera vez en 1975 la carátula de un álbum de Los Jaivas con el dibujo de 1973 del indio con un sol con el disco Los Jaivas y ilustrará más de 20 carátulas de la discografía. También creó afiches de conciertos y el logo de la banda, un hombre alado con guitarra (según un modelo tomado de ilustraciones mayas). Para Eduardo Parra, miembro de la banda : «no hay Jaivas sin René Olivares ni René Olivares sin Jaivas. René es el jaiva de rostro incógnito y casi nada conocido por seguidoras y seguidores. Sin embargo, su presencia pictórica y estelar persiste en la conciencia de los que gustan de nuestra música. Imbuidos ya por alguna canción, auditoras y auditores no pueden dejar de recordar los increíbles paisajes con los que el pintor ha querido ejemplificar estas sonoridades». También Olivares trabajó como escenógrafo para Teatro Aleph, compañía de teatro.
En 2013, para la celebración de los 50 años de Los Jaivas el pintor participó en la exposición, Los Jaivas : cinco décadas del rock chileno en el Museo Nacional de Bellas Artes en Santiago. Para Teresita Raffray, encargada de producción de exposiciones temporales, fue la prima vez que hubo tal presencia musical en el museo.

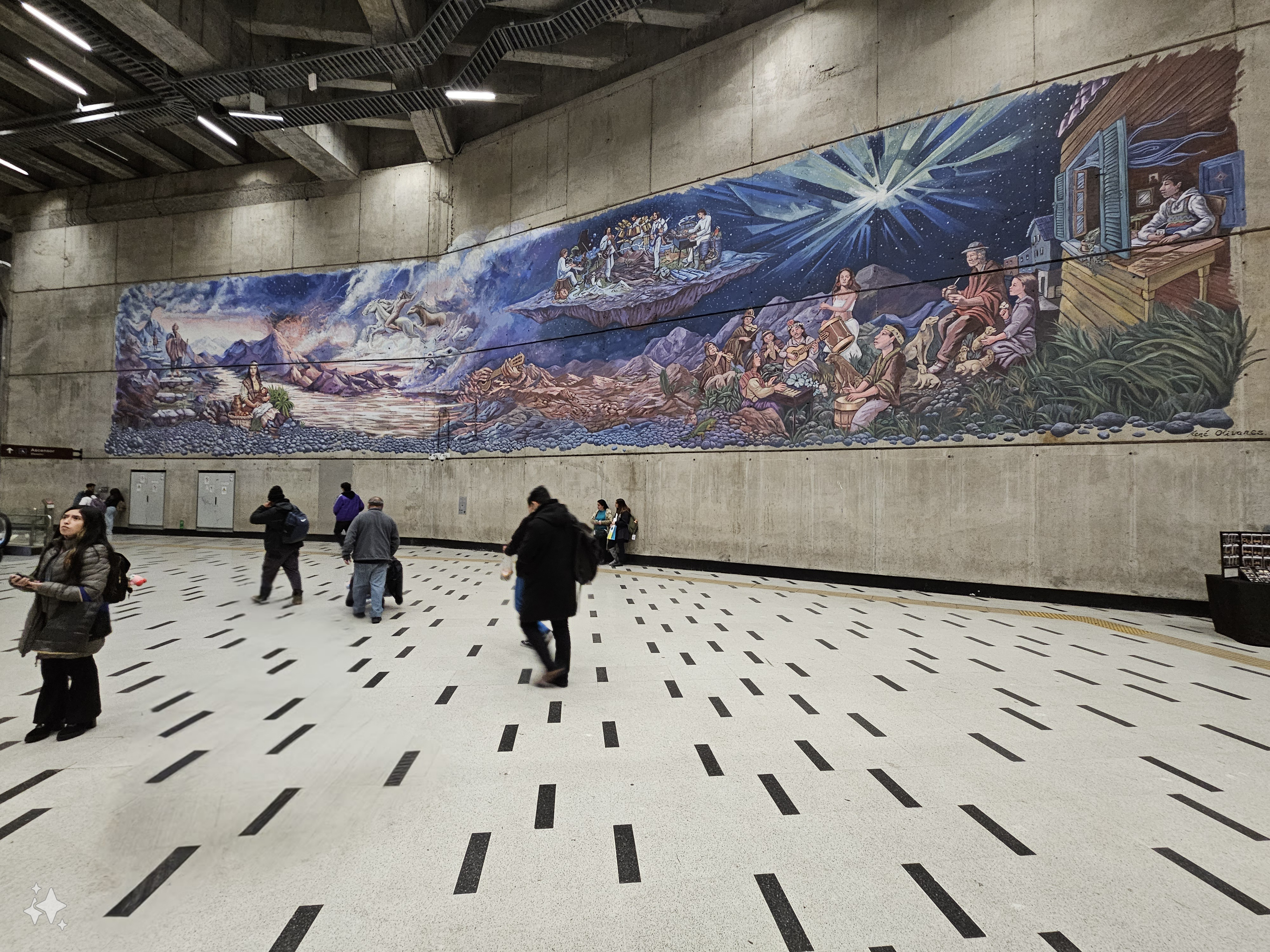
Mural en homenaje a Los Jaivas en la estación Puente Cal y Canto del Metro de Santiago.

En 2023, para la celebración de los 60 años del grupo, la Fundación Cultural Los Jaivas y MetroArte le pidieron que creara un mural en la estación Puente Cal y Canto de la Línea 3 del Metro de Santiago. La estructura de 30 metros de largo por 6 metros de alto fue también un homenaje al río Mapocho, el cual está arriba del metro. «Eso me permitió usarlo como metáfora un poco. [...] entonces muestra la historia del río que se llenó de piedras y muestra a Lautarito que se robó los caballos, cruzando el agua. Hay una serie de imágenes que corresponden al río. Ahora bien, este es un homenaje a Los Jaivas, que están de protagonistas arriba».
René Olivares declaró en 2013:

Opté por tratar de ser útil para poder justificar a otros artistas. Y, sobre todo, para responder a una frase de Paul Éluard que me encanta: ‘Poeta no es el inspirado sino el que inspira’. Cuando no tienes éxito económico, ver de pronto lo que ha quedado en torno a tu trabajo te hace pensar que todo esto no ha sido inútil.

## Exposiciones
- Los Jaivas: cinco décadas del rock chileno, Museo Nacional de Bellas Artes, Santiago de Chile, 2013
- Crónicas de café & otros dibujos, Galería Montegrande, Santiago de Chile, 2020[9]
- Exposition de dessin, Paris, 2020[10]
- Los Jaivas y Los Tres, Mallplaza Egaña, Santiago de Chile, 2023

## Obras
- Los Jaivas: cancionero, ilustrado por René Olivares, Ocho Libros Editores/Fundación Mustakis, 2013
- Cultura alter-nativa: Los Jaivas, medio siglo, René Olivares, Ocho Libros Editores, 2013[11]